# VistaVision
El format VistaVision (també anomenat 8 perforacions), el qual va ser creat per la productora cinematogràfica Paramount, fou un format alternatiu d'impressió fotogràfica al 35 mm panoràmic. L'objectiu que Paramount es va proposar quan creà aquest format va ser aconseguir negatius d'un gra molt fi filmant en una superfície més gran, de manera que quan els negatius es positivessin i es projectessin les imatges, aquestes es veurien molt clares en format panoràmic (cosa que no passava amb els altres sistemes, en els quals les imatges havien de ser engrandides i, a causa d'aquest procés, perdien qualitat).

Format horitzontal del VistaVision en una cinta de 35 mm.

L'enorme qualitat d'aquest format s'aconseguia amb l'ús d'una càmera especial, la qual fotografiava el negatiu original en un doble marc mitjançant lents de tipus gran angular. Les còpies de films rodats en VistaVision s'obtenien gràcies a una reducció òptica. Les pel·lícules rodades amb aquesta tècnica oferien una gran quantitat de detall de la imatge, i varen arribar a una qualitat que mai havia estat assolida abans dels anys 50, quan s'inventà aquest mètode.
La pel·lícula es projectava horitzontalment i hi havia 8 perforacions per cada frame. Això implicava que la seva relació d'aspecte era d'1,5 en comptes d'1,33, que era la relació d'aspecte dels altres formats cinematogràfics. La imatge que s'exposava per cada fotograma era tres vegades més gran que les imatges que es rodaven amb altres formats. La projecció d'aquests amples negatius reduïts òpticament a la mida estàndard de projecció de 35 mm, donava com a resultat una imatge molt més clara i nítida, i en cas que es projectés en format panoràmic, la qualitat era molt notable.
Aquest format va acabar desapareixent per diversos motius. En primer lloc, la majoria de sales de cinema utilitzaven el CinemaScope com a format panoràmic, el qual el preferien en comparació amb el VistaVision. En segon lloc, l'adaptació dels projectors existents (els quals projectaven els films amb la cinta en vertical) a aquest format va ser força costós i va fer que molt pocs llocs distribuïssin les pel·lícules rodades en Vista Vision i, conseqüentment, el format acabés desapareixent. En un primer moment, el format (que tenia una banda de so òptica) fou pensat per Paramount per poder ser projectat de qualsevol manera, fins i tot en 35 mm (amb la reducció òptica), tot i que es recomanava que els cinemes tinguessin una pantalla panoràmica, puix l'efecte era més aclaparador. Per tant, el format VistaVision es vengué com a compatible i flexible amb els equipaments estàndard, cosa que implicava que no calia cap tècnica ni equipament especial per la seva visualització.
Els formats horitzontals de projecció s'han reivindicat des de 1977. George Lucas n' utilitzà per rodar algunes de les seqüències dels seus films que requerien efectes especials, i els formats de visionat espectacular com l'IMAX o l'Omnimax també han utilitzat formats similars al VistaVision.

## Història
A partir de l'any 1952, el cinema començà a sentir la pressió de competència de la televisió. Això feu que moltes productores i indústries cinematogràfiques desenvolupessin formats espectaculars que permetessin diferenciar el cinema com un espectacle de qualitat. Per exemple, el 3D es començà a introduir en molts films, i una gran quantitat de cinemes va instal·lar pantalles de projecció panoràmiques. Això comportà que la relació d'aspecte 1.37:1 es retallés per poder encaixar en qualsevol relació d'aspecte que se situés entre 1.66:1 i 1.85.1. Tot i que els films continuaven essent filmats amb una relació d'aspecte 1.37:1, els directors de fotografia eren avisats de mantenir l'acció en el punt central, de manera que en l'adaptació del film a la pantalla panoràmica no es retallés cap detall important.

Logotip del format VistaVision.

En aquest context, Fred Waller creà la tècnica Cinerama, la qual oferia el visionat de pel·lícules en un impressionant format panoràmic. Ràpidament, tots els estudis cinematogràfics de Hollywood començaren a desenvolupar els seus propis formats espectaculars. Un dels formats desenvolupats que tingué més èxit fou el CinemaScope, basat en l'ús de lents anamòrfiques. Estudis com Universal, Columbia i Warner Bros. van utilitzar aquesta tècnica, però Paramountdecidí optar per un format de visionat panoràmic completament diferent. Els tècnics de Paramount, associats amb Eastman Kodak, varen inventar un tipus de negatiu de 35 mm en el qual la imatge es filmava horitzontalment i proporcionava una millor qualitat.

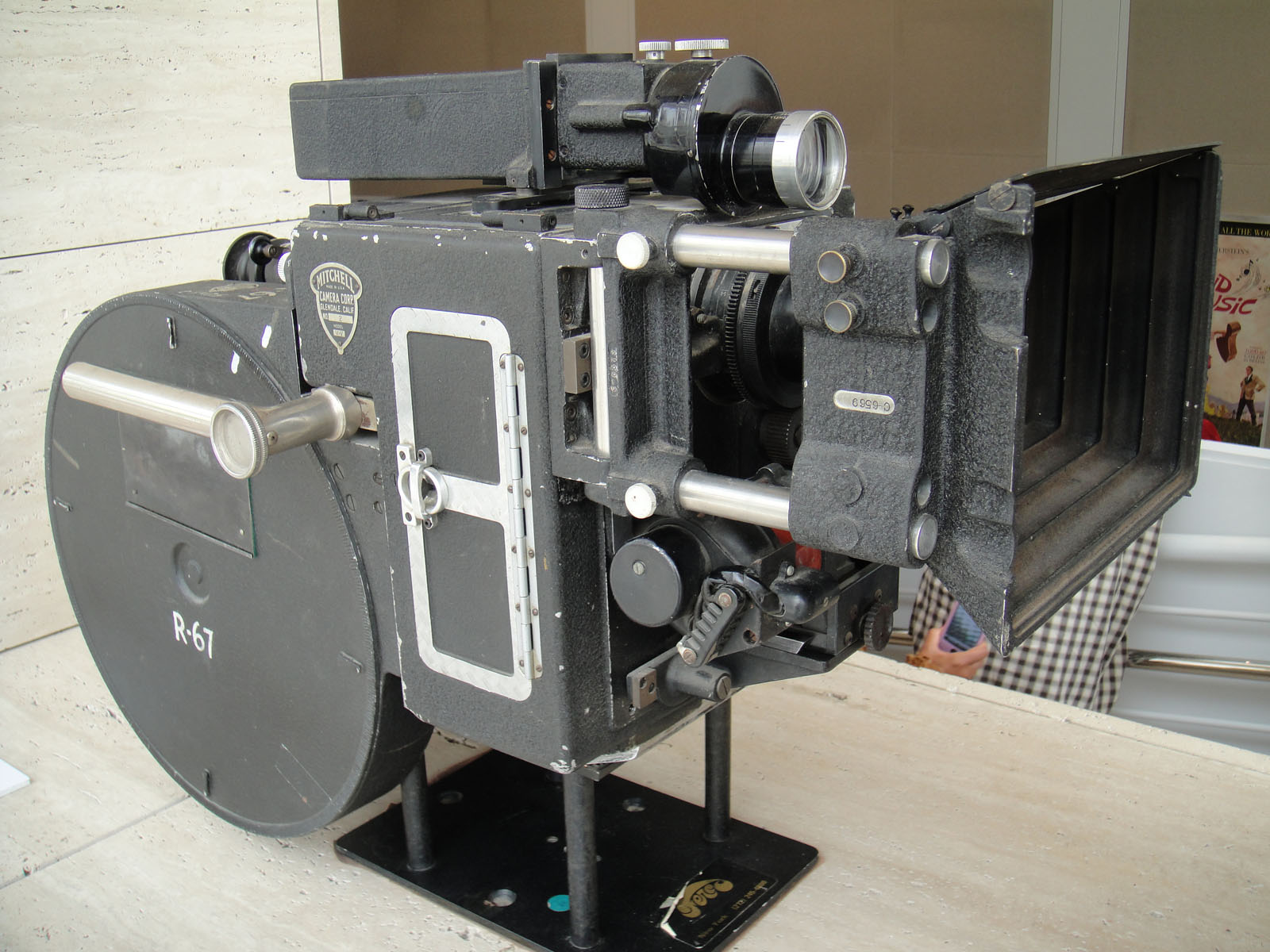
Càmera de la Mitchell Camera Company per rodar en format VistaVision de 35 mm.

El departament de càmeres de la Paramount tenia una càmara William Fox "Natural Colour" que havia estat construïda durant els anys 20 per la William P. Stein Company. Aquesta càmera exposava dos fotogrames per filtres de color en un únic cop. John R. Bishop, el cap del departament de càmeres i processament de films de la Paramount, tallà la separació de dos fotogrames verticals en la cinta, tombà la càmera cap a un costat (de manera que la imatge es filmava horitzontalment en el negatiu) i equipà la càmera amb objectius Leica. Així s'inventà la càmera "Lazy-8", anomenada així per les 8 perforacions que hi havia per cada frame. Aquesta tècnica proveïa una àrea en el negatiu 2,66 cops més gran que les pel·lícules rodades amb càmeres i negatius 35 mm amb un aspecte d'1.66:1 ordinaris. A Paramount li agradaren els resultats obtinguts amb la càmera i manà construir una segona càmera "Lazy-8". Amb aquestes dues càmeres, Paramount començà a filmar el primer film amb la tècnica VistaVision: Nadal blanc (1954).
Tot i que el film tingué èxit, no fou una bona introducció de la tècnica VistaVision. Ràpidament acordaren amb Cecil B. De Mille rodar Els Deu Manaments (1956) en aquest format. Com la pel·lícula no s'estrenà fins a l'any 1956, Paramount aprofitar el temps restant per aconseguir noves càmeres i reconvertir les seves càmeres velles. Les "Lazy-8" van ser millorades en tècnica gràcies a l'associació de la productora amb la Mitchell Camera Company, i es varen filmar nombrosos films en format VistaVision, tan en blanc i negre com en color.
Tot i que el format VistaVision va ésser pensat per encaixar en els negatius de 35 mm (encara que fos de forma horitzontal), Paramount començà a experimentar amb altres tipus de cinta. Per exemple, a més a més dels negatius horitzontals de 8 perforacions, varen fer una prova amb un negatiu de 35 mm de 4 perforacions i amb lents anamòrfiques, aconseguint una relació d'aspecte 2:1. De tota manera, la majoria de cinemes exhibien les pel·lícules fetes amb VistaVision (filmades obliquament sobre un 35 mm) com qualsevol altre film ordinari. Independentment del tipus de negatiu, les imatges que proporcionava el VistaVision eren extremadament nítides i coloristes (gràcies a Eastmancolor).
Pel que fa al so, Paramount també innovà. Mentre que tots els altres formats optaren pel so magnètic, el VistaVision utilitzà la banda òptica de so. L'ús de l'anomenat Perspecta Sound, incloía tres tons de control subsònics barrejats amb el senyal d'àudio, que eren posteriorment interpretats per un integrador (tot i que també es podien reproduir pels sistemes ordinaris dels quals disposaven les sales de projecció). Aquest sistema sonor també fou utilitzat per la MGM.
El format VistaVision també fou utilitzat per altres productores com Rank, MGM, United Artists i Universal.
Durant els darrers anys 50, els avenços en l'Eastmancolor van fer que es reduïssin els beneficis inicials del format VistaVision. De fet, l'any 1961 va ser feta l'última pel·lícula de la Paramount amb VistaVision: Un tipus dur. Durant aquest període, Paramount adoptà el format Technirama com a substitució del VistaVision, ja que aquest proporcionava una major nitidesa de les imatges, a més a més d'una àmplia relació d'aspecte. Posteriorment, s'adoptà el Panavision com a format panoràmic. De tota manera, els negatius de 8 perforacions del VistaVision encara s'utilitzen avui en dia per rodar escenes de films amb efectes especials.
Cal comentar que l'any 1989 Paramount reivindicà el format VistaVision amb el nou Super VistaVision. Aquest format es basava en un negatiu de 70 mm amb 8 perforacions. Els resultats però, no foren gens satisfactoris, excepte per la restauració de l'obra Vertigen (D'entre els morts) (1958), d'Alfred Hitchcock.

## Pel·lícules filmades en VistaVision

### Paramount
- Nadal blanc (1954)
- 3 Ring Circus (1954)
- Artists and Models (1955)
- 37 hores desesperades (1955)
- Horitzons blaus (1955)
- The Girl Rush (1955)
- Hell's Island (1955)
- Lucy Gallant (1955)
- The Rose Tatoo (1955)
- Busca el teu refugi (1955)
- The Seven Little Foys (1955)
- Strategic Air Command (1955)
- To Catch a Thief (1955)
- The Trouble with Harry (1955)
- We're No angels (1955)
- You're Never Too Young (1955)
- Anything Goes (1956)
- The Birds and the Bees (1956)
- The Court Jester (1956)
- Hollywood or Bust (1956)
- The Leather Saint (1956)
- L'home que sabia massa (1956)
- The Mountain (1956)
- Pardners (1956)
- The Proud and Profane (1956)
- The Rainmaker (1956)
- The Scarlet Hour (1956)
- The Search for Birdey Murphy (1956)
- Els Deu Manaments (1956)
- The Certain Feeling (1956)
- The Vagavond King (1956)
- Guerra i Pau (1956)
- La llei dels forts (1957)
- Beau James (1957)
- The Buster Keaton Story (1957)
- The Delicate Delinquent (1957)
- The Devil's Hairpin (1957)
- Fear Strikes Out (1957)
- Funny Face (1957)
- Duel de titans (1957)
- Hear Me Good (1957)
- The Joker is Wild (1957)
- The Lonely Man (1957)
- Loving You (1957)
- Omar Khayyam (1957)
- The Sad Sack (1957)
- Short Cut to Hell (1957)
- Spanish Affair (1957)
- The Tin Star (1957)
- Wild Is the Wind (1957)
- Williamsburg: the Story of a Patriot (1957)
- Another Time, Another Place (1958)
- The Back Orchid (1958)
- El bucaner (1958)
- Desire Under the Elms (1958)
- The Geisha Boy (1958)
- Hot Spell (1958)
- Houseboat (1958)
- King Creole (1958)
- Maracaibo (1958)
- The Matchmaker (1958)
- Rock-A-Bye Baby (1958)
- St. Louis Blues (1958)
- Teacher's Pet (1958)
- Vertigen (D'entre els morts) (1958)
- But Not for Me (1959)
- The Five Pennies (1959)
- The Jayhawkers! (1959)
- L'últim tren de Gun Hill (1959)
- Li'l Abner (1959)
- That Kind of Woman (1959)
- The Trap (1959)
- El pistoler de Cheyenne (1960)
- Capri (1960)
- Un tipus dur (1961)

### Altres
- Un caiman anomenat Daisy (Rank Organisation, 1955)
- Un metge a la Marina (Rank Organisation, 1955)
- Ricard III (London Films, 1955)
- Simon and Laura (Rank Organisation, 1955)
- Xafarranxo de combat (Universal Pictures, 1956)
- La batalla del Riu de la Plata (Rank Organisation, 1956)
- The Black Tent (Rank Organisation, 1956)
- Alta societat (Metro-Goldwyn-Mayer, 1956)
- House of Secrets (Rank Organisation, 1956)
- Centaures del desert (Warner Bros., 1956)
- The Spanish Gardener (Rank Organisation, 1956)
- Metge a la vista (Rank Organisation, 1957)
- Ruta infernal (Rank Organisation, 1957)
- Ill Met by Moonlight (Rank Organisation, 1957)
- Orgull i passió (United Artists, 1957)
- Oeil pour Oeil (França, Productors Independents, 1957)
- The Big Money (Rank Organisation, 1958)
- Perseguit per la mort (Metro-Goldwyn-Mayer, 1959)
- Death by Hanging (Japó, 1968)
- In the Realm of the Senses (Japó, 1976)
- Empire of passion (Japó, 1978)
- The Mystery of Mamo (Japó, 1978)
- Vengeance Is Mine (Japó, 1979)
- Urusei Yatsura 2: Beautiful Dreamer (Japan, 1984)
- Venus Wars (Japan, 1989)
- A Tale of Two Sisters (Korea, 2003)

## Pel·lícules que utilitzen VistaVision pels efectes especials
- Star Wars episodi IV: Una nova esperança (1977)
- Star Trek: La pel·lícula (1979)
- Star Wars episodi V: L'Imperi contraataca (1980)
- Cavernícola (1981)
- The Fox and the Hound (1981)
- Tron (1982)
- Star Trek 2: La còlera del Khan (1982)
- Star Wars episodi VI: El retorn del Jedi (1983)
- Back to the Future (1985)
- Aliens (1986)
- RoboCop (1987)
- Qui ha enredat en Roger Rabbit? (1988)
- Retorn al futur 2 (1989)
- The Abyss (1989)
- Indiana Jones i l'última croada (1989)
- Back to the Future Part III (1990)
- Forrest Gump (1994)
- True Lies (1994)
- Apol·lo 13 (1995)
- Jumanji (1995)
- Twister (1996)
- Contact (1997)
- Homes de Negre (1997)
- Meet Joe Black (1998)
- Matrix (1999)
- The Mummy (1999)
- Gladiator (2000)
- La tempesta perfecta (2000)
- Pearl Harbor (2001)
- The Mummy Returns (2001)
- Homes de Negre 2 (2002)
- 2 Fast 2 Furious (2003)
- Spider-Man 2 (2004)
- Batman Begins (2005)
- Flightplan (2005)
- Herbie: Fully Loaded (2005)
- Spider-Man 3 (2007)
- El cavaller fosc (2008)
- Blindness (2008)
- Watchmen (2009)
- Origen (2010)
- Scott Pilgrim vs. The World (2010)
- Harry Potter i les relíquies de la Mort - Part 1 (2010)
- Harry Potter i les relíquies de la Mort - Part 2 (2011)
- El cavaller fosc: la llegenda reneix (2012)
- Captain Phillips (2013)
- Interestellar (2014)

## Projeccions de VistaVision en format horitzontal
El format VistaVision va ser concebut per ser projectat horitzontalment. Malauradament, la projecció d'un film en horitzontal fou un procés més dificultós del que es va pensar inicialment, i molts dels cinemes van acabar projectant les diverses pel·lícules fetes amb VistaVision en el format estàndard de 35 mm, allunyant-se de l'efecte panoràmic i de gran qualitat que proporcionava el VistaVision, a causa de no tenir l'equipament i maquinària necessaris per fer-ho. De tota manera, durant els anys 50 alguns teatres i cinemes es van equipar amb projectors especials i pantalles panoràmiques per poder projectar els flms fets amb VistaVision amb tota la seva plenitud. A continuació s'adjunta una llista que mostra les projeccions horitzontals de pel·lícules fetes amb la tècnica VistaVision que es van fer durant l'època daurada d'aquesta tècnica, la dècada de 1950.

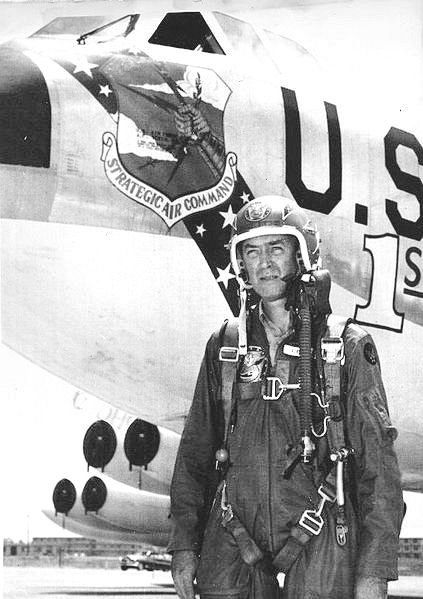
Strategic Air Command (1955) fou una de les pel·lícules de VistaVision més projectades en format horitzontal.

### Estats Units i Canadà
- Imperial Theatre (Canadà - Toronto) - Amb dos projectors tipus Century.
- # 12 maig 1955: Strategic Air Command (1955)
- # 1 juliol 1955: The Seven Little Foys (1955)
- # 27 agost 1955: To Catch a Thief (1955)
- State Lake Theatre (Chicago) - Amb dos projectors tipus Century.
- # 4 maig 1955: Strategic Air Command (1955)
- # Horitzons blaus (1955)
- # The Seven Little Foys (1955)
- Paramount Theatre (Hollywood) - Amb dos projectors tipus Century.
- # 23 juny 1955: The Seven Little Foys (1955)
- # 3 agost 1955: To Catch a Thief (1955)
- Warner Beverly Theatre (Los Angeles) - Amb dos projectors tipus Century.
- # 26 octubre 1954: Nadal blanc (1954)
- # 28 abril 1955: Strategic Air Command (1955)
- # Horitzons blaus (1955)

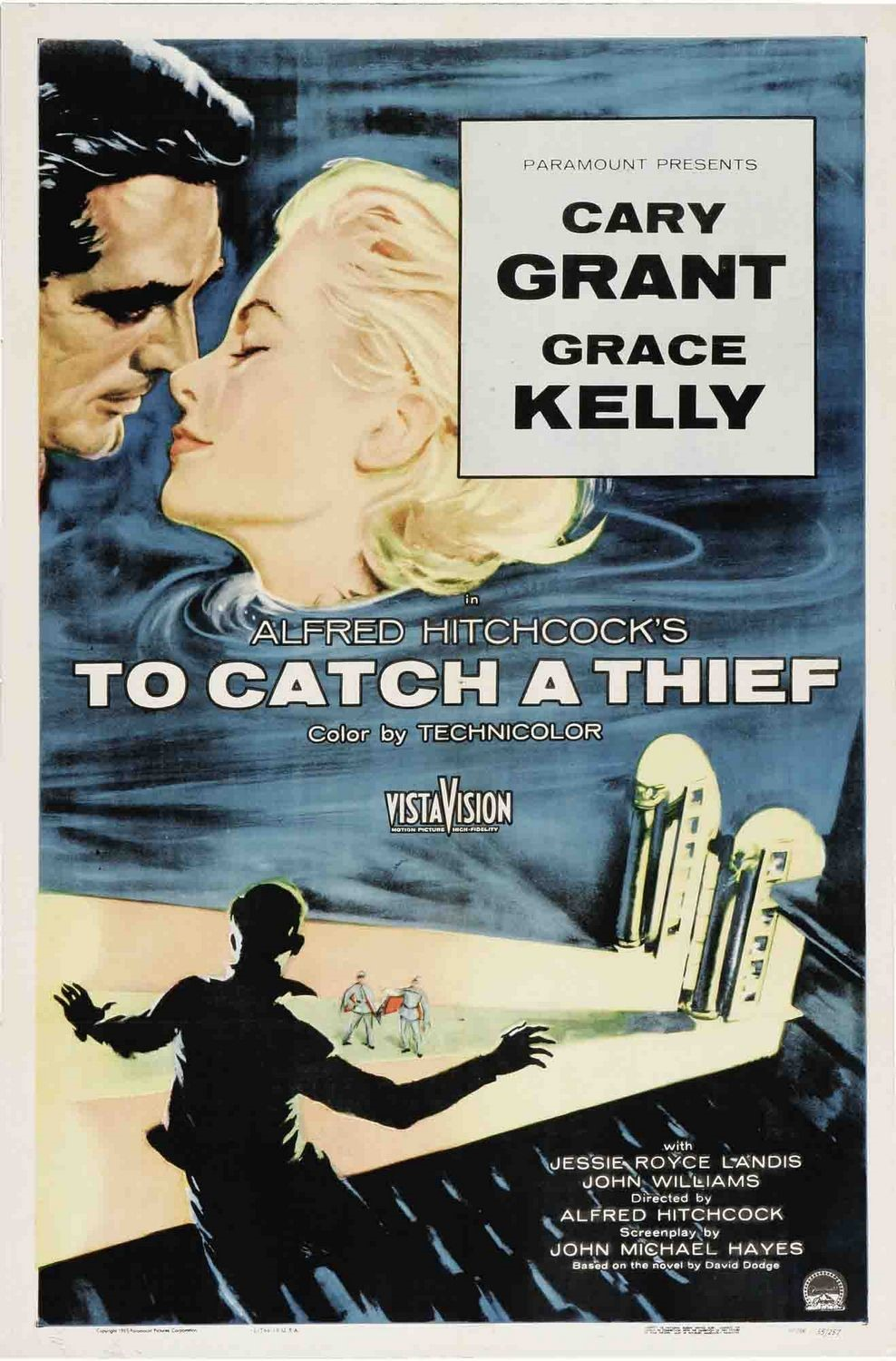
To Catch a Thief (1955) es projectà força cops en format horitzontal.

- To Catch a Thief (1955) es projectà força cops en format horitzontal.Saengers Theatre (Nova Orleans) - Amb dos projectors tipus Century.
- # 6 maig 1955: Strategic Air Command (1955)
- # 29 maig 1955: Horitzons blaus (1955)
- # The Seven Little Foys (1955)
- Criterion Theatre (Nova York) - Amb dos projectors tipus Century (projeccions desconegudes).
- Paramount Theatre (Nova York) - Amb tres projectors tipus Century.
- # 20 abril 1955: Strategic Air Command (1955)
- # 20 maig 1955: Horitzons blaus (1955)
- # 29 juny 1955: The Seven Little Foys (1955)
- # 4 agost 1955: To Catch a Thief (1955)
- # 1 febrer 1956: The Court Jester (1956) - (Sense confirmar)
- Radio City Music Hall (Nova York) - Amb dos projectors tipus Century i projectors addicionals que permetien la utilització del so Perspecta).
- # 14 octubre 1954: Nadal blanc (1954)
- Orpheum Theatre (Omaha Beach) - Amb dos projectors tipus Century.
- # 25 març 1955: Strategic Air Command (1955)
- # 11 agost 1955: To Catch a Thief (1955)
- Stanley Theatre (Filadèlfia) - Amb dos projectors tipus Century.
- # 5 maig 1955: Strategic Air Command (1955)
- # Horitzons blaus (1955)
- # The Seven Little Foys (1955)
- Penn Theatre (Pittsburgh) - Amb dos projectors tipus Century.
- # 10 maig 1955: Strategic Air Command (1955)
- # Horitzons blaus (1955)
- # The Seven Little Foys (1955)
- Capitol Theatre (Washington) - Amb dos projectors tipus Century.
- # 12 maig 1955: Strategic Air Command (1955)
- # 18 agost 1955: To Catch a Thief (1955)
- Colonial Williamsburg Theatre (Williamsburg) - Amb quatre projectors tipus Century.
- # 30 març 1957: Williamsburg: the Story of a Patriot (1957)

### Europa
- Normandie Theatre (França - París) - Amb dos projectors tipus Century.
- # 13 setembre 1957: Oeil pour Oeil (1957), una pel·lícula independent d'André Cayatte que constitueix l'única pel·lícula francesa filmada amb VistaVision.
- Paramount Opera Theatre (França - París) - Amb dos projectors tipus Century.
- # 23 desembre 1955: To Catch a Thief (1955) - (Sense confirmar)
- # 10 febrer 1956: Horitzons blaus (1955) - (Sense confirmar)
- # 11 maig 1956: The Seven Little Foys (1955) - (Sense confirmar)
- # 7 octubre 1957: Strategic Air Command (1955)
- Plaza Piccadilly Theatre (Regne Unit - Londres) - Amb dos projectors tipus Century.
- # Strategic Air Command (1955)
- # Horitzons blaus (1955)
- # The Seven Little Foys (1955)
- Odeon Leicester Square (Regne Unit - Londres) - Amb dos projectors tipus Kalee.
- # Simon and Laura (Rank Organisation, 1955) - (Sense confirmar)
- # 10 octubre 1956: La batalla del Riu de la Plata (Rank Organisation, 1956)

Cal comentar que els films Els Deu Manaments (1956) i Vertigen (D'entre els morts) (1958), mai varen ser projectats en format horitzontal, però posteriorment es varen passar a cintes de 65 mm i es varen projectar en format Super VistaVision 70, els anys 1989 i 1996.

## Demostracions de VistaVision
Els espectacles de demostració de VistaVision (organitzats per Paramount) tenien com a objectiu introduir al públic a aquesta tècnica, projectant imatges de pel·lícules i curtmetratges rodats amb VistaVision, a més a més de projeccions explicatives o de presentació (evidentment, també rodades utilitzant la tècnica VistaVision). Curiosament, la majoria de demostracions no projectaven els films horitzontalment (com s'havia concebut el VistaVision), sinó en format estàndard de 35 mm, excepte algunes demostracions en els Estats Units d'Amèrica.

### Estats Units i Canadà
- 2 març 1954: Paramount Studios (Hollywood) - S'utilitzaren objectius Joseph Tushinsky i una pantalla tipus Stewart Trans-Lux Luxuria, a més a més del so Perspecta.
- 27 abril 1954: Radio City Hall (Nova York)
- 5 maig 1954: Capitol Theatre (Washington)
- 10 maig 1954: Loew's Grand Theatre (Atlanta)
- 13 maig 1954: Majestic Theatre (Dallas)
- 21 maig 1954: Imperial Theatre (Canadà - Toronto)
- 23 agost 1954: Paramount Studios (Hollywood) - S'utilitzaren objectius Kollmorgen.
- 5 octubre 1954: Paramount Studios (Hollywood) - Primera demostració de VistaVision en format horitzontal.
- 21 gener 1955: Paramount Studios (Hollywood) - Segona demostració de VistaVision en format horitzontal, augmentant el nombre de fragments projectats.

### Europa
- 16 juny 1954: Piccadilly Plaza Theatre (Londres)
- 21 juny 1954: Paramount Opera Theatre (París)
- 29 juny 1954: Supercinema Theatre (Roma)
- 30 juny 1954: Turm-Palast Theatre (Frankfurt)

### Àsia i Oceania
El presentador d'aquestes demostracions fou l'actor William Holden.
- 22 juny 1954: Ernie Pyle Theatre (Tòquio)
- Sense data: Es varen fer presentacions a Manila, Singapur (potser a l'Odeon), Bombai (Mumbai), Sydney i Melbourne.

### Amèrica del Sud i Cuba
- 21 juliol 1954: A L'Havana (teatre desconegut)
- Sense data: Es varen fer presentacions a Mèxic, Lima, Rio de Janeiro i Caracas.